# Stefan Klein
Stefan Klein (Monaco di Baviera, 1965) è un saggista e scrittore tedesco.

## Biografia
Nato a Monaco di Baviera nel 1965, dopo aver studiato fisica e filosofia a Monaco, Grenoble e Friburgo in Brisgovia, in quest'ultima università ha conseguito la laurea in biofisica. È stato redattore scientifico per Der Spiegel (1996-1999) e a Geo (1999-2000). Nel 1998 ha ricevuto il Georg von Holtzbrinck Preis per il giornalismo scientifico. La pubblicazione del volume Die Tagebücher der Schöpfung, nel 2000, è seguita delle opere  La formula della felicità. Per una filosofia del benessere (Die Glücksformel, 2002) e di Alles Zufall (2004), tradotto in 25 lingue.
Attualmente vive a Berlino.